# Avro 510
L'Avro 510 est un hydravion britannique biplace du début de la Première Guerre mondiale.

## Hydravion de compétition
Début 1914 était en construction à Manchester un gros biplan biplace devant participer au Circuit de Grande-Bretagne. Monté sur deux longs flotteurs en catamaran complétés par des ballonnets de stabilité latérale, cet appareil se caractérisait par des plans inégaux en envergure à dièdre prononcé. Les panneaux extérieurs du plan supérieur étaient tenus par un important haubanage souple supporté par des mâts d’extrados. Le prototype prit l’air en juillet 1914, mais le déclenchement de la Première Guerre mondiale entraîna l’annulation du Circuit de Grande-Bretagne.

## Cinq exemplaires pour leRoyal Naval Air Service
L’Amirauté britannique, qui avait suivi la préparation de l’épreuve, commanda cinq appareils avec quelques modifications : les flotteurs furent raccourcis et complétés d’un flotteur arrière. Ces avions se révélèrent inaptes à tout emploi militaire, d’autant qu’il apparut en service qu’ils tenaient difficilement l’air avec un passager. Envoyés en octobre 1915 chez Supermarine pour modification, ils furent finalement retirés du service en mars 1916.